# Conandrium rhynchocarpum
Conandrium rhynchocarpum är en viveväxtart som först beskrevs av Rudolph Herman Scheffer, och fick sitt nu gällande namn av Carl Christian Mez. Conandrium rhynchocarpum ingår i släktet Conandrium, och familjen viveväxter. Inga underarter finns listade i Catalogue of Life.